# هیپناگوژیا
هیپناگوژیا (به انگلیسی: Hypnagogia) یا توهمات هیپناگوژیک نوعی حالت انتقالی از بیداری به خواب است که به عنوان حالتِ کاهش‌یافتهٔ هوشیاری در زمان شروع خواب نیز تعریف می‌شود. حالت مخالف آن هیپنوپومپیا (به انگلیسی: Hypnopompia) نامیده می‌شود که به وضعیت انتقالی از خواب به بیداری اشاره دارد. پدیده‌های ذهنی که ممکن است در طی این مرحله «هوشیاری آستانه‌ای» رخ دهند، شامل توهم‌های هیپناگوژیک، رویاهای شفاف، و فلج خواب هستند.

## ریشه‌شناسی
در سال ۱۸۴۸، آلفرد موری اصطلاح «هیپناگوژیک» را از واژه‌های یونانی (به یونانی: ύπνος) (هیپنوس) به معنای «خواب» و (به یونانی: αγωγός) (آگوگوس) به معنای «هدایت‌کننده» یا «رهبر» معرفی کرد. بعدها در سال ۱۹۰۴، فردریک مایرز اصطلاح «هیپنوپومپیک» را معرفی کرد که پایان واژه آن از واژه یونانی «پومپوس» به معنای «فرستنده» مشتق شده است.

## تعاریف
واژهٔ «هیپناگوژیا» گاهی به صورت محدود برای اشاره به آغاز خواب استفاده می‌شود و در مقابل آن، اصطلاح هیپنوپومپیا که توسط فردریک مایرز برای بیدار شدن از خواب معرفی شده، قرار می‌گیرد. با این حال، هیپناگوژیا همچنین به‌طور کلی‌تر برای پوشش هر دو حالت به خواب رفتن و بیدار شدن به کار می‌رود. در واقع، در عمل همیشه امکان تعیین دقیق یک پدیده خاص به یکی از این دو حالت وجود ندارد، چرا که همان نوع تجربه‌ها می‌توانند در هر دو حالت رخ دهند، زمانی که افراد در حال غوطه‌ور شدن در خواب یا خروج از آن هستند.
اصطلاحات دیگری که برای هیپناگوژیا، در یکی یا هر دو حالت، پیشنهاد شده‌اند، شامل «حساسیت‌های پیش از خواب» یا «حساسیت‌های ضدخواب»، «تصاویر نیمه‌خواب»، «تصاویر رؤیاآفرین» و «فانتاسما»، «مرز خواب»، «پْرِی‌دُرمیتیوم»، «حالت مرزی»، «حالت نیمه‌خواب»، «وضعیت پیش از رؤیا»، «رؤیاهای آغاز خواب»، «رؤیاچه‌ها»، و «گذار بیداری-خواب» (WST) می‌شوند.
هوشیاری آستانه‌ای (که معمولاً به‌عنوان «نیمه‌خواب» یا «نیمه‌بیدار» یا «ذهن بیدار، بدن خواب» شناخته می‌شود) همان حالت ذهنی را توصیف می‌کند که در آن فرد به سمت خواب یا بیداری حرکت می‌کند اما هنوز به‌طور کامل این گذار را طی نکرده است. این انتقالات معمولاً کوتاه هستند اما ممکن است به دلیل اختلال خواب یا القای عمدی (مثلاً در طی مدیتیشن) طولانی‌تر شوند.

## علائم و نشانه‌ها
انتقال به خواب و از خواب به بیداری ممکن است با تجربه‌های حسی متنوعی همراه باشد. این تجربه‌ها می‌توانند در هر یک از حواس، به‌طور فردی یا ترکیبی، رخ دهند و از توهمات مبهم و به سختی قابل درک تا توهمات واضح و شفاف متغیر باشند.

### دیدنی‌ها
از جمله ویژگی‌های حسی هیپناگوژیا که بیشتر گزارش شده و بیشتر مورد تحقیق قرار گرفته‌اند، فسفن‌ها هستند که ممکن است به صورت نقاط پراکنده، خطوط یا الگوهای هندسی (از جمله فرم‌های ثابت) ظاهر شوند یا به صورت تصویر ذهنی (بازنمایانه) پدیدار شوند. این تصاویر می‌توانند تک‌فام یا رنگارنگ، ثابت یا متحرک، دوبعدی یا سه‌بعدی (با ایجاد احساس عمق) باشند. همچنین گزارش‌هایی از تصاویری که حرکت از طریق تونل‌های نور را نشان می‌دهند، وجود دارد. تصاویر فردی معمولاً زودگذر هستند و با تغییرات بسیار سریعی همراهند.
گفته می‌شود این تصاویر با رویاهای کامل متفاوت هستند، زیرا تصاویر هیپناگوژیک معمولاً ایستا بوده و فاقد محتوای داستانی‌اند. با این حال، برخی دیگر این حالت را به‌عنوان گذار تدریجی از هیپناگوژیا به رویاهای تکه‌تکه درک می‌کنند، یعنی از روشنایی داخلی ساده به صحنه‌های خیالی کامل. توصیفاتی از تصاویر هیپناگوژیک به‌طور استثنایی واضح و پیچیده در آثار ماری-ژان-لئون، مارکی دو اِروی دو سنت دنیس یافت می‌شود.

### اثر تتریس
افرادی که قبل از خواب برای مدت طولانی درگیر فعالیت تکراری خاصی بوده‌اند، به‌ویژه فعالیتی که برایشان جدید باشد، ممکن است متوجه شوند که این فعالیت بر تصاویر ذهنی آن‌ها در هنگام خواب‌آلودگی غالب می‌شود. این پدیده به نام اثر تتریس شناخته می‌شود. این اثر حتی در افراد مبتلا به فراموشی نیز مشاهده شده است، افرادی که در غیر این صورت هیچ خاطره‌ای از فعالیت اصلی ندارند. وقتی فعالیت شامل حرکت اجسام باشد، مانند بازی ویدیویی تتریس، تصاویر هیپناگوژیک مربوط معمولاً به‌صورت متحرک درک می‌شوند. اثر تتریس محدود به تصاویر بصری نیست و می‌تواند در سایر حواس نیز ظاهر شود. برای مثال، رابرت استیکگلد تجربه لمس سنگ‌ها را هنگام به خواب رفتن پس از کوهنوردی توصیف می‌کند. این حالت همچنین ممکن است برای افرادی که قبل از خواب در قایقی کوچک در دریای متلاطم بوده‌اند یا در میان امواج شنا کرده‌اند، رخ دهد و احساس کنند که امواج را هنگام خواب تجربه می‌کنند. یا افرادی که روز خود را به اسکی کردن گذرانده‌اند و همچنان «احساس برف» زیر پای خود دارند. افرادی که زمان زیادی را روی ترامپولین پرش کرده‌اند، ممکن است قبل از خواب حرکت بالا و پایین را احساس کنند. کارمندان جدیدی که در مشاغل استرس‌زا و پرچالش کار می‌کنند، اغلب گزارش می‌دهند که در این دوره قبل از خواب، تجربه انجام وظایف مرتبط با کار را احساس می‌کنند.

### صداها
توهمات هیپناگوژیک اغلب شنیداری هستند یا دارای مؤلفه‌ای شنیداری می‌باشند. صداهای هیپناگوژیک، مانند تصاویر بصری، شدت متفاوتی دارند، از تأثیرات کم‌رنگ تا صداهای بلند مانند کوبیدن، برخوردها، و انفجارها (سندرم انفجار سر) متغیرند. افراد ممکن است تصور کنند که نام خودشان را شنیده‌اند، صدای چروکیدن کیسه‌ها، نویز سفید، یا زنگ در را شنیده‌اند. تکه‌های گفتار خیالی نیز معمول‌اند. اگرچه این گفتارها معمولاً بی‌معنی و پراکنده‌اند، گاهی ممکن است به‌عنوان نظرات دقیق یا خلاصه‌ای از افکار آن لحظه فرد تلقی شوند. این گفتارها اغلب شامل بازی با کلمات، واژه‌های نوآورانه و نام‌های ساختگی هستند. گفتار هیپناگوژیک ممکن است به‌صورت «صدای درونی» فرد یا صدای دیگران: افراد آشنا یا غریبه، ظاهر شود. در موارد نادر، شعر یا موسیقی نیز شنیده می‌شود.

### احساسات دیگر
حس چشایی، بویایی و حرارتی در هیپناگوژیا نیز گزارش شده‌اند، همانند حس‌های لمسی (شامل مواردی که به‌عنوان پارستزی یا شکل‌گیری طبقه‌بندی می‌شوند). گاهی سینستزیا نیز رخ می‌دهد؛ بسیاری از افراد گزارش می‌دهند که در پاسخ به یک صدای واقعی، فلشی از نور یا تصویر بصری دیگری را می‌بینند. اثرات پروپریوسپتیو (حس وضعیت بدن) ممکن است با احساس بی‌حسی و تغییرات در اندازه و تناسبات درک‌شده بدن، احساس شناور بودن یا حرکت در تخت مانند یک قایق، و تجربه خروج از بدن مشاهده شوند. شاید رایج‌ترین تجربه از این نوع، احساس سقوط و همراه با آن تکان ناگهانی (پرش خواب) است که بسیاری از افراد حداقل گاهی هنگام به خواب رفتن آن را تجربه می‌کنند.

### پدیده‌های شناختی و عاطفی
فرآیندهای فکری در آستانه خواب به‌طور قابل‌توجهی با حالت بیداری عادی متفاوت‌اند. به‌عنوان مثال، چیزی که فرد در حالت هیپناگوژیا با آن موافقت می‌کند، ممکن است در حالت بیداری کاملاً غیرمنطقی و مضحک به نظر برسد. هیپناگوژیا ممکن است شامل «از بین رفتن مرزهای ایگو، افزایش پذیرش، حساسیت، درونی‌سازی و ذهنی‌سازی محیط فیزیکی و ذهنی (همدلی) و توجه پراکنده و جذب‌شده» باشد. شناخت در حالت هیپناگوژیک، در مقایسه با بیداری هشیار و عادی، با افزایش تلقین‌پذیری، بی‌منطقی و ارتباط سیال ایده‌ها مشخص می‌شود. افراد در حالت هیپناگوژیک نسبت به پیشنهادهای یک محقق یا آزمایشگر پذیراتر هستند و به راحتی محرک‌های خارجی را در جریان افکار هیپناگوژیک و رؤیاهای بعدی خود وارد می‌کنند. این پذیرش با یک همتای فیزیولوژیک همراه است؛ مطالعات نوار مغزی (الکتروانسفالوگرافی EEG) نشان داده‌اند که در آغاز خواب، پاسخ‌دهی به صدا افزایش می‌یابد.
هربرت سیلبرر فرآیندی را توصیف کرده است که آن را خودنمادسازی یا خودنمادگرایی می‌نامد، که در آن توهمات هیپناگوژیک به نظر می‌رسد که بدون واپس‌رانی یا سانسور، آنچه فرد در آن لحظه به آن فکر می‌کند را نمایان می‌کند و ایده‌های انتزاعی را به تصویری ملموس تبدیل می‌کند که ممکن است به‌عنوان نمایشی مناسب و مختصر از آن تلقی و درک شود.
حالت هیپناگوژیک می‌تواند به درک یک مسئله کمک کند؛ معروف‌ترین مثال آن، کشف آوگوست ککوله دربارهٔ ساختار بنزن به‌عنوان یک حلقه بسته است که هنگامی که در مقابل آتش نیمه‌خواب بود، مولکول‌هایی را دید که به مار تبدیل می‌شدند، که یکی از آن‌ها به شکل اوروبروس درآمد. بسیاری از هنرمندان، نویسندگان، دانشمندان و مخترعان از جمله بتهوون، ریشارد واگنر، والتر اسکات، سالوادور دالی، توماس ادیسون، نیکولا تسلا و آیزاک نیوتن، هیپناگوژیا و حالات مرتبط با آن را به‌عنوان تقویت‌کننده خلاقیت خود معرفی کرده‌اند. مطالعه‌ای که در سال ۲۰۰۱ توسط روان‌شناس هاروارد، دایر بارت، انجام شد، نشان داد که اگرچه مسائل می‌توانند در رؤیاهای کامل از مراحل بعدی خواب نیز حل شوند، اما هیپناگوژیا به‌ویژه در حل مسائلی که از تصاویر توهم‌آمیزی که هنوز در برابر چشمان فرد قرار دارند، بهره‌مند می‌شوند، مؤثر است.
ویژگی مشترک هیپناگوژیا با سایر مراحل خواب، فراموشی است. اما این فراموشی به‌طور انتخابی بر سیستم حافظه هیپوکمپال که مسئول حافظه اپیزودیک یا زندگینامه‌ای است تأثیر می‌گذارد، نه بر سیستم حافظه نئوکورتیکال که مسئول حافظه معنایی است. پیشنهاد شده که هیپناگوژیا و خواب REM به تثبیت حافظه معنایی کمک می‌کنند، اما شواهد این موضوع مورد بحث قرار گرفته است. به‌ویژه، سرکوب خواب REM به دلیل مصرف داروهای ضدافسردگی و آسیب به ساقه مغز، اثرات منفی و مخربی بر شناخت ایجاد نکرده است.
پدیده‌های هیپناگوژیک ممکن است بسته به باورهای فرد و فرهنگ او، به‌عنوان رؤیا، پیش‌گویی، پیش‌بینی‌ها، ظهور و الهام (هنری یا الهی) تفسیر شوند.

## تحقیقات

### کتابشناسی
- Blackmore, Susan (2003). Consciousness: an Introduction. London: Hodder & Stoughton. ISBN 0-340-80909-4.
- Mavromatis, Andreas (1987). Hypnagogia: the Unique State of Consciousness Between Wakefulness and Sleep. London: Routledge and Kegan Paul. ISBN 0-7102-0282-2.

## برای مطالعهٔ بیشتر
- Warren, Jeff (2007). "The Hypnagogic". The Head Trip: Adventures on the Wheel of Consciousness. Random House. ISBN 978-0-679-31408-0.
- Sacks, Oliver (2012). "On the Threshold of Sleep". Hallucinations. شابک ‎۹۷۸−۰۳۰۷۹۵۷۲۴۵